# Нижньопайва
Нижньопа́йва (рос. Нижнепайва) — село у складі Баєвського району Алтайського краю, Росія. Входить до складу Нижньочуманської сільської ради.

## Населення
Населення — 336 осіб (2010; 483 у 2002).
Національний склад (станом на 2002 рік):
- росіяни — 97 %